# Joachim Seeländer
Joachim Seeländer (* 2. September 1924 in Zarrentin) ist ein ehemaliger deutscher Politiker der DDR-Blockpartei LDPD. Er war Abgeordneter der Länderkammer der DDR und von 1962 bis 1969 Vorsitzender des LDPD-Bezirksvorstandes Leipzig.

## Leben
Seeländer, Sohn eines Gärtners, erlernte den Beruf des Bankkaufmanns und arbeitete als Sparkassenangestellter in Zerbst. Am 1. April 1944 wurde er Mitglied der NSDAP (Mitgliedsnummer 10.057.209). Während  des Zweiten Weltkriegs leistete er Kriegsdienst als Funker bei der Nachrichtentruppe in Norwegen. Er soll später ein Fernstudium für Staats- und Rechtswissenschaften abgeschlossen haben.
Nach Entlassung aus westlicher Kriegsgefangenschaft trat er 1946 in die Liberal-Demokratische Partei Deutschlands ein und arbeitete zunächst als stellvertretender Leiter der Stadt- und Kreissparkasse Weimar. Er wurde schließlich Funktionär der Partei und war von 1953 bis 1954 stellvertretender Vorsitzender des Rates des Kreises Weimar-Land. Von 1954 bis 1958 fungierte er als Sekretär des LDPD-Bezirksverbandes Magdeburg. Als Nachrücker für den am 25. Juli 1955 verstorbenen Erich Hagemeier war er bis 1958 Abgeordneter der Länderkammer der DDR. Im Jahr 1958 wurde er  Abteilungsleiter für Kader beim Sekretariat des LDPD-Zentralvorstandes. Ab 1962 war er stellvertretender Vorsitzender bzw. Vorsitzender des Bezirksverbandes Leipzig der LDPD. Von 1963 bis 1972 gehörte er dem Zentralvorstand der LDPD als Mitglied an. Ab 1969 wirkte er als stellvertretender Generaldirektor und Direktor für Verlage und Einrichtungen der  VOB Aufwärts. Im Jahr 1973 wurde er an der Deutschen Akademie für Staats- und Rechtswissenschaft in Potsdam-Babelsberg mit einer Arbeit über die „Rolle und Wirksamkeit der sozialistischen Arbeitsordnungen in den Druckereien der VOB Aufwärts und Schlußfolgerungen für deren Weiterentwicklung“ zum Dr. rer. pol. promoviert. Als Vorsitzender des LDPD-Kreisverbandes Berlin-Lichtenberg war er gleichzeitig Mitglied des LDPD-Bezirksvorstandes Berlin.

## Auszeichnungen
- 1965 Vaterländischer Verdienstorden in Bronze und 1975 in Silber
- 1984 Orden Banner der Arbeit Stufe II